# Rhynchosia clausseni
Rhynchosia clausseni är en ärtväxtart som beskrevs av George Bentham. Rhynchosia clausseni ingår i släktet Rhynchosia och familjen ärtväxter. Inga underarter finns listade i Catalogue of Life.